# Obelisco di San Domenico

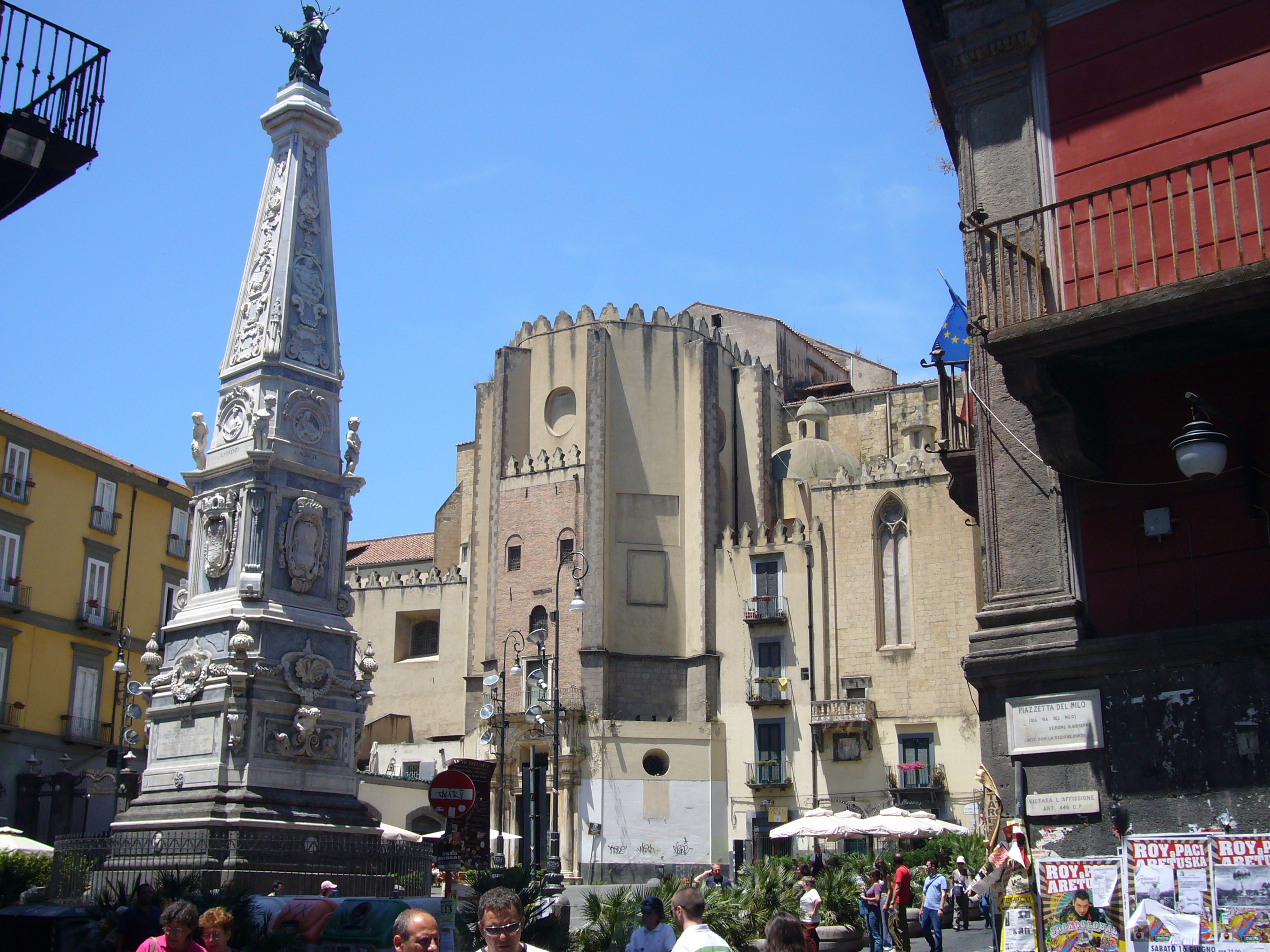
La Guglia di San Domenico

La guglia di San Domenico è un'opera scultorea barocca situata in piazza San Domenico Maggiore a Napoli, di fronte alla chiesa omonima.
Cronologicamente, si tratta della seconda grande guglia innalzata in città, dopo quella di San Gennaro.

## Storia
La guglia fu voluta nel 1656 dal popolo napoletano come ex-voto a san Domenico per scongiurare la pestilenza di quello stesso anno. I padri domenicani così oltre ad offrire il proprio contributo economico alla causa, comunque in misura inferiore rispetto alle somme stanziate dalla popolazione locale, si occuparono anche della gestione del cantiere che si sarebbe aperto in piazza. I domenicani quindi in un primo momento affidarono la committenza dell'opera a Cosimo Fanzago, all'epoca impegnato anche nella conclusione di un altre due opere simili, l'obelisco di San Gennaro, iniziato nel 1636, e la statua di San Gaetano, iniziata nel 1657. Il Fanzago lavorò al progetto di San Domenico tra il 1656 e il 1658, fin quando non gli successe all'incarico, per motivi legati alla poca celerità dell'architetto bergamasco, Francesco Antonio Picchiatti, il quale mantenne il cantiere fino al 1666 modificando sensibilmente il progetto originario, di cui peraltro restano tracce parziali solamente nell'ornamentazione della base in marmo e bardiglio.
I lavori in questo periodo andarono a rilento probabilmente anche perché furono rinvenuti in zona i resti archeologici della porta Cumana. Dopo una piccola parentesi di Lorenzo Vaccaro, allievo del Fanzago, avvenuta intorno al 1680 circa, che sostituì il Picchiatti, i lavori ripresero solo dopo quasi cinquant'anni, nel 1736, col figlio Domenico Antonio Vaccaro che fu nominato architetto del cantiere e che lo seguì stabilmente fino al suo completamento avvenuto un anno dopo.
Il Vaccaro oltre ad apporre sul monumento i fregi e le sculture decorative che mancavano, in parte già eseguite dal Fanzago nel Seicento e da lui solo ritoccate, provvide a modificare ulteriormente le idee di Fanzago e Picchiatti in modo da giungere ad una migliore integrazione delle parti ideate dai suoi predecessori.
La guglia poteva dirsi quindi ultimata nel 1737 anche se era ancora priva della statua di san Domenico, di cui non si ha certa l'attribuzione, in quanto l'opera fu collocata al vertice del monumento solo nel 1747, quindi due anni dopo la scomparsa dello scultore napoletano, che però fece il bozzetto dell'opera.

## Descrizione
Il progetto del Fanzago consisteva nella creazione di una struttura a forma piramidale articolata su tre basi: la prima in piperno, la seconda e la terza in tufo rivestito da decorazioni marmoree e lapidi. Opera diretta del Fanzago tuttavia resta solo il basamento, i cui elementi marmorei decorativi furono eseguiti da Lorenzo Vaccaro, come le sirene, le "giarre" agli angoli e i festoni sui lati.
Con il passaggio del progetto al Picchiatti, fu avviato il rivestimento marmoreo esterno degli ordini superiori prevedendo anche l'aggiunta di sculture, che di fatto avvenne solo col passaggio dell'opera a Domenico Antonio Vaccaro (figlio di Lorenzo), che quindi si occupò non solo di eseguire gli elementi decorativi che mancavano, ma anche di apporre quelle già compiute nel corso del Seicento dal Fanzago in occasione del suo primo progetto, e mai collocate sul monumento. Sono questi i casi degli stemmi della città di Napoli, dell'ordine dei domenicani, dei re di Spagna e dei viceré d’Aragona del secondo ordine, oppure dei quattro putti agli angoli della base del terzo ordine, così come i busti dei santi quattro santi domenicani posti nei quattro medaglioni collocati su tutte le facciate del monumento sempre nel terzo ordine: san Pio V, sant'Agnese, san Vincenzo Ferrer e santa Margherita.
Appartengono invece all'opera diretta del Vaccaro i fregi sul vertice alto del terzo ordine che incorniciano altri santi domenicani: in basso, sono i medaglioni con san Giacinto, san Pietro Martire, san Ludovico e san Raimondo, mentre ancora più in alto, in altri medaglioni più piccolo sono santa Rosa da Lima, san Tommaso d'Aquino, sant'Antonio e santa Caterina.
La scultura bronzea di san Domenico sul vertice alto della guglia, infine, seppur eseguita su un modello lasciato dal Vaccaro, risulta essere di ignoto autore settecentesco.